# مالیندا ویلیامز
مالیندا ویلیامز (انگلیسی: Malinda Williams؛ زادهٔ ۲۴ سپتامبر ۱۹۷۵) یک هنرپیشه اهل ایالات متحده آمریکا است.
از فیلم‌ها یا برنامه‌های تلویزیونی که وی در آن نقش داشته است می‌توان به ثروت بادآورده اشاره کرد.